# Ash-Shubak
ash-Shubak (arabiska: الشوبك), eller Shubak, är en ort i Jordanien. Det ligger i provinsen Maan, i den centrala delen av landet, 160 km söder om huvudstaden Amman. ash-Shubak är huvudort i distriktet ash-Shubak.